# Chicago Fire (seizoen 8)
Dit artikel vat het achtste seizoen van Chicago Fire samen. Dit seizoen liep van 25 september 2019 tot en met 15 april 2020.

## Rolverdeling

### Hoofdrollen
- Jesse Spencer - kapitein Matthew Casey
- Taylor Kinney - luitenant Kelly Severide
- Kara Killmer - paramedicus Sylvie Brett
- David Eigenberg - luitenant Christopher Hermann
- Eamonn Walker - commandant Wallace Boden
- Joe Minoso - reddingswerker Joe Cruz
- Christian Stolte - brandweerman Randy "Mouch" McHolland
- Miranda Rae Mayo - brandweervrouw Stella Kidd
- Alberto Rosende - brandweerman Blake Gallo
- Annie Ilonzeh - paramedicus Emily Foster

### Terugkerende rollen
- Randy Flagler - reddingswerker Harold Capp
- Daniel Kyri - Darren Ritter
- Anthony Ferraris - reddingswerker Tony Ferraris
- Teddy Sears - Chapelaan Kyle Sheffield
- Eloise Mumford - Hope Jacquinot
- Steve Chikerotis - chief Walker
- Tim Hopper - kapitein Tom Van Meter
- Andy Allo - brandmeester Wendy Seager
- Amy Morton - Sergeant Trudy Platt
- Jesse Lee Soffer - rechercheur Jay Halstead
- Nick Gehlfuss - dr. Will Halstead
- Marina Squerciati - agente Kim Burgess
- Patrick John Flueger - agent Adam Ruzek
- Kristen Gutoskie - Chloe Allen
- Robyn Coffin - Cindy Herrmann

## Afleveringen
| Nr. | Aflevering | Titel                             | Regisseur          | Schrijver(s)                       | Selectie gastrollen | Uitzenddatum      |  |
| --- | ---------- | --------------------------------- | ------------------ | ---------------------------------- | --- | ----------------- |  |
| 160 | 1          | Sacred Ground                     | Reza Tabrizi       | Derek Haas                         | Austin Peck - Chad Collins Roderick Peeples - chief Bruce Amshen Timothy Hull - Ferguson Don Forston - dr. Drayer                                                                                | 25 september 2019 |  |
| Chaos ontstaat wanneer in de fabrieksbrand een boiler ontploft, en Otis hierbij levensgevaarlijk gewond raakt. Door deze verwondingen overlijdt hij later in het ziekenhuis, met een ontroostbare kazernebemanning achterlatend. Drie maanden later is Brett samen met de kapelaan verhuist naar Fowlerton vanwege hun verloving. Vanwege het vertrek van Brett krijgt Foster een nieuwe collega. Boden krijgt te horen dat het hoofdkantoor een onderzoek instelt naar de gebeurtenissen bij de fabrieksbrand, en dat Casey de schuld krijgt. Later wordt er een gedenkmonument onthuld voor Otis. |            |                                   |                    |                                    | |                   |  |
| 161 | 2          | A Real Shot in the Arm            | Sanford Bookstaver | Andrea Newman Michael Gilvary      | Austin Peck - Chad Collins Roderick Peeples - chief Bruce Amshen Thomas Gaitsch - luitenant Loomis                                                                                               | 2 oktober 2019    |  |
| Casey en Severide raken met Boden in conflict wanneer zij een nieuwe brandweerman onder hun hoede krijgen na de dood van Otis, en dat deze graag onverantwoorde risico’s neemt. Ondertussen keert Brett terug naar Chicago, dit omdat zij haar oude vrienden van de brandweerkazerne mist. Hermann heeft moeite om het deel van Otis van hun café te verkopen, dit om de toekomst van het café veilig te stellen. Foster probeert een band te krijgen met haar nieuwe collega's. |            |                                   |                    |                                    | |                   |  |
| 162 | 3          | Badlands                          | Olivia Newman      | Michael A. O’Shea                  | Kario Marcel - Ryan Pace Jonna Walsh - Jessa Darren Alford - Isaac Davis Ricardo Gutiérrez - George Pineda                                                                                       | 9 oktober 2019    |  |
| Brett keert terug naar de brandweerkazerne, en moet meteen met Foster op pad naar een oproep vanuit de gevangenis. Daar aangekomen vermoedt Brett dat een bewaker ongeoorloofd geweld heeft gebruikt op een jonge gevangene. Ondertussen ontvangt Boden nieuws over het verleden van de nieuwe brandweerman Gallo, en vraagt Kidd voor het volgen van een cursus over leiderschap. Het personeel van de brandweerkazerne probeert een nieuw hoogstaand oproepsysteem. |            |                                   |                    |                                    | |                   |  |
| 163 | 4          | Infection: Part I                 | Reza Tabrizi       | Derek Haas                         | Jason Beghe - brigadier Hank Voight Tracy Spiridakos - rechercheur Hailey Upton LaRoyce Hawkins - agent Kevin Atwater Lisseth Chavez - rechercheur Vanessa Rojas Dominic Rains - Crockett Marcel | 16 oktober 2019   |  |
| Deze aflevering is een cross-over met Chicago Med (seizoen 5, aflevering 4) en Chicago P.D. (seizoen 7, aflevering 4). Casey en zijn team worden naar een oproep gestuurd, en daar vinden zij een man die een vleesetende bacterie op zijn been heeft. Al snel zien zij vier meer mensen met dezelfde bacterie, en dit leidt tot een massale uitbraak. Later wordt de brandweer naar een universiteit gestuurd die gespecialiseerd is in biologische research. Daar ontdekken zij dat de uitbraak veroorzaakt is door biologische vergiftiging. De aflevering eindigt met rechercheur Halstead en agent Ruzek die bewijzen vinden voor het eerste slachtoffer, en de hoofdverdachte. Ondertussen bereid Cruz een aanzoek aan zijn vriendin Chloe voor, en Boden selecteert zijn brandweerkazerne als gastheer voor het Oktoberfeest. |            |                                   |                    |                                    | |                   |  |
| 164 | 5          | Buckle Up                         | Leslie Libman      | Matt Whitney                       | Randall Newsome - vriend Eleni Pappageorge - Justina Ortiz Enrique Kings - Carlos Lucas Von Kampen - Luke Herrmann                                                                               | 23 oktober 2019   |  |
| Nadat de brandweer bij verschillende bijna fatale auto-ongelukken met sleepwagens wordt opgeroepen, begint Severide te vermoeden dat er opzet in het spel is. Ondertussen geeft Hermann een van zijn kinderen een opvoedcursus na een oproep in een zwembad. Kidd gaat naar haar cursus in leiderschap, maar krijgt daar een koude ontvangst. Brett gebruikt een idee van Mouch om een brandweernieuwsletter te ontwikkelen. Nadat Brett te horen heeft gekregen dat de relatie tussen Cruz en Chloe uit is, probeert zij Chloe over te halen om Cruz nog een kans te geven. Het blijkt dat Chloe hier wel open voor staat, en dit eindigt in een kus tussen haar en Cruz. |            |                                   |                    |                                    | |                   |  |
| 165 | 6          | What Went Wrong                   | Sanford Bookstaver | Jamila Daniel                      | Brenda Barrie - Kristen Brandon Paul Eells - Jim Cole Keriazakos - Trevor Brigid Duffy - Phyllis                                                                                                 | 30 oktober 2019   |  |
| Wanneer Gallo een directe order van Casey negeert zet dit hun verhouding op scherp, en Casey vraagt zich af of Gallo een toekomst als brandweerman heeft. Casey ontdekt dan het verleden van Gallo, hij verloor op jonge leeftijd zijn familie in een grote brand, en probeert dan een gesprek met hem aan te gaan. Ondertussen overlijdt een slachtoffer van dezelfde brand aan zijn verwondingen, en Severide en Cruz beginnen dan te vermoeden dat er brandstichting in het spel is. Brett, Kidd en Foster richten op de brandweerkazerne een ruimte in voor alleen vrouwen, maar het begint al snel uit de hand te lopen wanneer vrouwen van andere kazernes de ruimte vernielen. Na zijn verloving vraagt Cruz aan Severide of hij zijn getuige op zijn huwelijk wil zijn.                                                      |            |                                   |                    |                                    | |                   |  |
| 166 | 7          | Welcome to Crazytown              | Carl Seaton        | Andrea Newman>br />Michael Gilvary | Kario Marcel - Ryan Pace Al Vicente - deputy chief Garwood Brian Howe - Nick Porter | 6 november 2019   |  |
| Wanneer de brandweer reageert op een brand in een appartement, raken zij verzeild in een gijzeling. Bij deze brand raakt Hermann in een conflict met een politieagent, en wanneer dit lichamelijk wordt moet Hermann vrezen voor zijn functie. Ondertussen maakt Severide bezwaar tegen een transfer die opgelegd is door het hoofdbureau, en ontdekt dan dat dit ingezet is door commandant Grissom. Cruz is ontsteld wanneer hij op een brandweerexpo ontdekt dat zijn gepatenteerde ‘’Slamigan’’ reddingsgereedschap gekopieerd is door iemand anders. |            |                                   |                    |                                    | |                   |  |
| 167 | 8          | Seeing is Believing               | Eric Laneuville    | Ron McCants                        | Samantha Massell - Olivia Mark Doherty - chief Benton Jonathan Rayson - Lucas Carrington Jennifer Vance - Miriam Ghorbani                                                                        | 13 november 2019  |  |
| Brandweerkazerne 51 reageert op een oproep voor een woningbrand, en dit escaleert al snel wanneer de meubels vlam vatten. Hermann ontdekt dan dat de meubels van dezelfde fabriek komen als waar Otis de dood vond. Severide zetelt zich in zijn nieuwe functie, en heropent dan een zaak van een winkelbrand die onder verdachte omstandigheden startte. Ondertussen vraagt Boden aan Brett of zij les wil geven op de academie, en Brett vraagt Foster of zij les wil gaan geven in spinning. |            |                                   |                    |                                    | |                   |  |
| 168 | 9          | Best Friend Magic                 | Reza Tabrizi       | Derek Haas                         | Monica Raymund - Gabriela Dawson Jacob Knoll - Dustin Caldwell Yuri Sardarov - Brian Zvonecek Joe Chapleau - Holtmeyer Maggie Antonijevic - Pearl                                                | 20 november 2019  |  |
| Al het personeel van brandweerkazerne 51, en zeker Casey, zijn geschokt wanneer Gabby Dawson terugkeert naar Chicago. Casey weet zich geen houding te geven wanneer Dawson hem uitnodigt voor een liefdadigheidsevenement. Ondertussen heeft Severide succes in zijn nieuwe functie. Kidd ervaart de zwaarte van haar nieuwe functie wat haar bij een auto-ongeluk lijdt. Cruz vraagt de hulp van Gallo en Ritter om de drone van Otis te vinden. De aflevering eindigt met Severide die in een kelder van een winkel vol met ontvlambare spullen met een onderzoek bezig is, en daar tegenover een aanvaller komt te staan met een lichtkogel in zijn hand. Severide realiseert zich al snel dat dit snel uit de hand kan lopen. |            |                                   |                    |                                    | |                   |  |
| 169 | 10         | Hold Our Ground                   | Matt Earl Beesley  | Michael A. O'Shea                  | Hanako Greensmith - paramedicus Violet Lin Robert Bogue - kapitein Greg Delaney Erica Elam - Debra Wyatt Michael Ellison - rechercheur Sorenson                                                  | 8 januari 2020    |  |
| Severide en zijn aanvaller raken in een gevecht nadat de aanvaller de lichtkogel aan heeft gestoken. Het lukt hun te ontsnappen aan de vuurzee, en daar kan de aanvaller gearresteerd worden. Hierna keert Severide terug op brandweerkazerne 51 om zijn functie als brandmeester weer op te pakken. Ondertussen raakt Foster met Brett in conflict om haar leiderschap. Casey en Gallo gaan samenwerken om uit te vinden hoe verschillende uitrustingspullen van de brandweerkazerne zijn verdwenen. Bij een oproep vindt Mouch een brief, en begint een onderzoek naar de eigenaar. |            |                                   |                    |                                    | |                   |  |
| 170 | 11         | Where We End Up                   | Batan Silva        | Matt Whitney                       | Hanako Greensmith - Violet Robert Borgue - kapitein Greg Delaney Lucas Van Engen - Mike Buckley Mo Sketch - kapitein Leone                                                                       | 15 januari 2020   |  |
| Wanneer brandweerkazerne wordt geteisterd door een bedwantsplaag, zijn zij genoodzaakt tijdelijk te verhuizen naar brandweerkazerne 20. Al snel ontstaan er spanningen tussen Casey en de plaatselijke brandmeester bij gezamenlijke oproepen. Uiteindelijk worden deze spanningen opzijgezet wanneer beide teams ontsnappen bij een grote brand. Ondertussen zijn Brett, Kidd en Foster bang dat kapitein Leone het op hen gemunt heeft. Gallo en paramedicus Lin van brandweerkazerne 20 zetten hun heimelijke affaire voort. Boden ontvangt nieuws over een brandweerman, en overweegt nieuwe protocollen. |            |                                   |                    |                                    | |                   |  |
| 171 | 12         | Then Nick Porter Happened         | Reza Tabrizi       | Andrea Newman Michael Gilvary      | Chris Henry Coffey - Jim DeVoe Laurel Casillo - Melanie Helen Eigenberg - Ellen Porter Brian Howe - Nick Porter                                                                                  | 22 januari 2020   |  |
| Brandweerkazerne 51 reageert op een serie valse brandmeldingen op een kostschool. Severide en Casey ontdekken dat er in het verleden meer valse brandalarmen plaats hebben gevonden op deze school. Ondertussen heeft Mouch een nieuwe huisgenoot voor Cruz en Brett, en krijgen deze later spijt dat zij deze nieuwe huisgenoot hebben aangenomen. Kidd krijgt hulp met een verrassing voor de verjaardag van Severide. |            |                                   |                    |                                    | |                   |  |
| 172 | 13         | A Chicago Welcome                 | Paul McCrane       | Derek Haas                         | David Selby - Tim Larson Torrey DeVitto - dr. Natalie Manning Dave Wannstedt - Dave Wannstedt Dev Kennedy - deputy chief Don Freeman                                                             | 5 februari 2020   |  |
| Nadat commandant Gorsch een nieuwe brandweerwagen en nieuwe broodnodige uitrusting aflevert, vragen Severide en Boden wat hier het motief voor is. Ondertussen vragen Casey en Brett zich af wat er gebeurd is, nadat er een ouder slachtoffer is gevallen bij een brand. Cruz raakt geïrriteerd wanneer Foster in hun woning een feest geeft zonder hem uit te nodigen. |            |                                   |                    |                                    | |                   |  |
| 173 | 14         | Shut It Down                      | Leslie Libman      | Neil McCormack                     | Jason Veasey - mr. Brewer Cassie Kramer - Lorraine Brewer Katie Barberi - Brenda McKinney Matt Miles - Searcy                                                                                    | 12 februari 2020  |  |
| Casey, Severide en Boden weten het niet meer wanneer er zonder aanleiding diverse gasexplosies plaatsvinden. Gallo raakt geïnteresseerd in een brandslachtoffer, wanneer deze herinneringen bovenbrengt van zijn verleden. Ondertussen vraagt Brett hulp aan Casey wanneer haar biologische moeder contact zoekt. Cruz heeft moeite met het plannen van zijn bruiloft en vrijgezellenavond. Met een plaats beschikbaar op de brandweerwagen van Hermann, roept Mouch toch de hulp in van Ritter. |            |                                   |                    |                                    | |                   |  |
| 174 | 15         | Off The Grid                      | Reza Tabrizi       | Matt Whitney                       | Jason Beghe - brigadier Hank Voight LaRoyce Hawkins - agent Kevin Atwater Brian Geraghty - Sean Roman Melissa Ponzio - Donna Robbins Kelly Deadmon - Julie Phillip Cusic - Travis Butler         | 26 februari 2020  |  |
| Deze aflevering is een cross-over met Chicago P.D. (Seizoen 7, aflevering 15). Brandweerkazerne 51 wordt opgeroepen naar een groep tieners met een overdosis vergiftigde heroïne. Voormalig agent Sean Roman keert terug naar Chicago voor zijn vermiste zus, en roept de hulp in van de instanties. Roman vertelt hun dat zijn zus op de plek van het laatste overdosisgeval is gezien. Severide vermoedt dat Roman niet helemaal eerlijk tegen hen is, en begint zijn eigen onderzoek. Ondertussen moedigt Casey Brett aan om haar moeder te ontmoeten. |            |                                   |                    |                                    | |                   |  |
| 175 | 16         | The Tendency of a Drowning Victim | Matt Earl Beesley  | Andrea Newman Michael Gilvary      | Ariane Rinehart - Lily Kelly Deadmon - Julie Bonnie Milligan - Lisa Burke Corrbette Pasko - agent Petillo                                                                                        | 4 maart 2020      |  |
| Wanneer een auto het Michiganmeer inrijdt, wordt brandweerkazerne 51 opgeroepen voor hulp. Casey en Severide raken dan in conflict, en Casey vermoedt dan dat het geen ongeluk was en ontdekt later dat het een moordpoging was. Ondertussen starten Boden en Kidd samen een nieuw dieet, en dit heeft gevolgen voor iedereen. Brett krijgt een relatie met haar biologische moeder. Een voormalige vriendin van Otis keert terug in Chicago, en heeft een nieuwe investeringskans voor Hermann. |            |                                   |                    |                                    | |                   |  |
| 176 | 17         | Protect a Child                   | Brenna Malloy      | Derek Haas                         | Kelly Deadmon - Julie Rachel Miner - Jennifer Davis Hanako Greensmith - paramedicus Violet Lin Jennifer Joan Taylor - Vera Gantry                                                                | 18 maart 2020     |  |
| Casey ontvangt nieuws na een oproep van een brand waar de buurman van het slachtoffer de kinderbescherming had gebeld met valse beschuldigingen tegen haar. Ondertussen begint Kidd een programma voor risicojongeren, nadat zij getuige was van jongeren die drugs verkopen. Brett is op huizenjacht voor haar moeder, en krijgt dan onverwachts romantische belangstelling. |            |                                   |                    |                                    | |                   |  |
| 177 | 18         | I'll Cover You                    | Eric Laneuville    | Michael Gilvary Andrea Newman      | Kelly Deadmon - Julie Narada Campbell - rechercheur Lamar G-Rod - Denny Katelynn Shennett - Kylie Amy J. Carle - dr. Patchefsky                                                                  | 25 maart 2020     |  |
| Wanneer er een slachtoffer wordt gevonden na een motelbrand, gaat Severide samen met het onderzoeksteam op onderzoek uit. Ondertussen vervolgt Brett haar contact met haar biologische moeder Julie, maar als bij Julie de zwangerschap inzet, overlijdt zij aan deze gevolgen. Kidd begint met haar programma voor risicojongeren. |            |                                   |                    |                                    | |                   |  |
| 178 | 19         | Light Things Up                   | Nicole Rubio       | Elizabeth Sherman                  | Melissa Ponzio - Donna Robbins Guy Lockard - Lewis Piter Marek - wethouder Daniel Rivas Jeff Lima - Leon Cruz                                                                                    | 8 april 2020      |  |
| De grote huwelijksdag van Cruz is aangebroken, maar de chaos begint wanneer een groep demonstranten bij de brandweerkazerne arriveert. Ondertussen wordt Brett, na het overlijden van haar moeder, gedwongen om een grote beslissing te nemen wanneer de voormalige echtgenoot in paniek raakt over zijn ouderschap van de pasgeboren baby. Ritter en Gallo vragen Boden voor toestemming voor het starten van een sociaal mediapagina van de brandweerkazerne. Op het einde zijn Cruz en Chloe gelukkig getrouwd. |            |                                   |                    |                                    | |                   |  |
| 179 | 20         | 51's Original Bell                | Eric Laneuville    | Matt Whitney                       | Hanako Greensmith - paramedicus Violet Lin Craig Gellis - eigenaar sloperij Jeff Diebold - Scott Katelynn Shennett - Kylie Frank Caeti - Bob Rezick                                              | 15 april 2020     |  |
| Bij een chemische fabrieksbrand raakt Capp gewond, en nu is hij bang dat dit het einde van zijn carrière is. Severide ontdekt dan tot zijn ontzetting dat de fabriek in het verleden talloze waarschuwingen in de wind heeft geslagen, en dat deze fabriek gewoon kon blijven draaien. Ondertussen maakt Foster een beslissing onnodig complex, wanneer zij terugkeert naar haar medische opleiding. Kidd maakt zich zorgen wanneer een van haar studenten niet meer bij haar groep verschijnt. Gallo begint problemen te krijgen met zijn relatie. |            |                                   |                    |                                    | |                   |  |